# Aminoácido-aromático transaminasa
La enzima Aminoácido--aromático transaminasa (EC 2.6.1.57) cataliza la reacción de transferencia de un grupo amino desde un aminoácido aromático al 2-oxoglutarato formándose L-glutamato y un oxoácido aromático. Esta enzima utiliza el piridoxal 5'-fosfato como cofactor.
aminoácido aromático + 2-oxoglutarato {\displaystyle \rightleftharpoons } oxoácido aromático + L-glutamato

## Clasificación
Las aminotransferasas comparten ciertos aspectos mecanísticos con otras enzimas dependientes del piridoxal-fosfato, como el enlace covalente entre el grupo piridoxal-fosfato y un residuo lisina de la enzima. Bajo el concepto de similitud de secuencias, las aminotransferasas pueden ser agrupadas en subfamilias. La aspartato aminoácido aromático transaminasa está en la llamada clase-I de transaminasas juntamente con:
- Aspartato aminotransferasa.
- Tirosina transaminasa.
- 1-aminociclopropano-1-carboxilato sintasa.
- Proteína cobC de la pseudomonas denitrificans, que participa en la biosíntesis de la cobalamina.
- Proteína YJL060c de las levaduras.

## Nomenclatura
El nombre sistemático de esta clase de enzimas es aminoácido-aromático:2-oxoglutarato aminotransferasa. Otros nombres de uso común pueden ser aminoácido aromático aminotransferasa, aminotransferasa aromática, y ArAT. 

## Función
La L-metionina puede actuar como donante del grupo amino pero con una velocidad de reacción más baja. El oxaloacetato puede actuar como aceptor del grupo amino. La proteólisis controlada de esta enzima da como resultado la producción de la aspartato aminotransferasa.
Esta enzima participa en 6 rutas metabólicas: metabolismo de la metionina, metabolismo de la tirosina, metabolismo de la fenilalanina, biosíntesis de la fenilalanina, tirosina y triptófano, biosíntesis de la novobiocina y biosíntesis de alcaloides.

## Estudios estructurales
Hasta el año 2007, se habían resuelto trece estructuras para esta clase de enzimas, las cuales poseen los siguientes códigos de acceso a PDB: 
1AY4, 1AY5, 1AY8, 2AY1, 2AY2, 2AY3, 2AY4, 2AY5, 2AY6, 2AY7, 2AY8, 2AY9, y 3TAT.